# 今市大念寺古墳
今市大念寺古墳（いまいちだいねんじこふん）は、島根県出雲市今市町鷹の沢にある古墳。形状は前方後円墳。国の史跡に指定され、出土品は出雲市指定有形文化財に指定されている。
出雲地方（島根県東部地域）では前方後円墳としては最大規模の古墳で、6世紀後半（古墳時代後期）頃の築造と推定される。

## 概要
| 古墳名           | 墳形       | 石室 | 築造時期 | 史跡指定 |
| ---------------- | ---------- | ---- | -------- | -------- |
| 今市大念寺古墳   | 前方後円墳 |      | 6c後半   | 国史跡   |
| 上塩冶築山古墳   | 円墳       |      | 6c末     | 国史跡   |
| 上塩冶地蔵山古墳 | 不明       |      | 7c前半   | 国史跡   |

島根県東部、出雲平野中央部において、平野を望む丘陵端に築造された大型前方後円墳である。大念寺の堂宇に隣接し、現在の古墳域は大念寺境内に包含される。古墳名の「今市」は地名。文政9年（1826年）の大念寺境内拡張の際に石室が開口し、古墳として認識されたという。1981-1983年度（昭和56-58年度）に発掘調査が実施されている。
墳形は前方後円形で、前方部を東方向に向ける。堂宇建立および災害により特に墳丘北側で破壊が激しいが、墳丘長は約92メートルを測り、前方後円墳としては出雲地方では最大の規模になる。墳丘の築造は版築による。墳丘外表では円筒埴輪が検出されているが、葺石は認められていない。埋葬施設は両袖式の横穴式石室で、後円部において西南西方向に開口する。全長12.8メートルを測り、玄室（奥室）・前室・羨道から構成される複室構造の大型石室であり、玄室内に据えた横口式家形石棺は日本最大級の規模になる。石室内からは江戸時代の石室開口の際に多数の副葬品が出土しており、現在はその一部が大念寺に伝世されている。
築造時期は、古墳時代後期の6世紀後半頃と推定される。版築は畿内では7世紀頃から見られる手法で、本古墳の築造当時としては極めて進んだ技術になり、当時の出雲の先進性および本古墳被葬者の有力性が指摘される。この先進性と、『出雲国風土記』神門郡日置郷条に見える渡来系氏族の日置氏との関連を指摘する説もある。なお、一帯には他にも有力古墳が分布しており、大念寺古墳の権力はそのうちの上塩冶築山古墳・上塩冶地蔵山古墳へと継承されたと推測される。
古墳域は1924年（大正13年）に国の史跡に指定されている。

## 遺跡歴
- 享徳元年（1452年）、浄土宗大念寺の創建（寺伝）[7]。
- 文政9年（1826年）、石室発見と副葬品出土[1]。
- 1924年（大正13年）12月9日、国の史跡に指定[6]。
- 1980年（昭和55年）10月、羨道部が崩落[5]。
- 1981-1983年度（昭和56-58年度）、保存修理工事に伴う発掘調査（出雲市教育委員会、1984年・1988年に報告）[3]。

## 墳丘

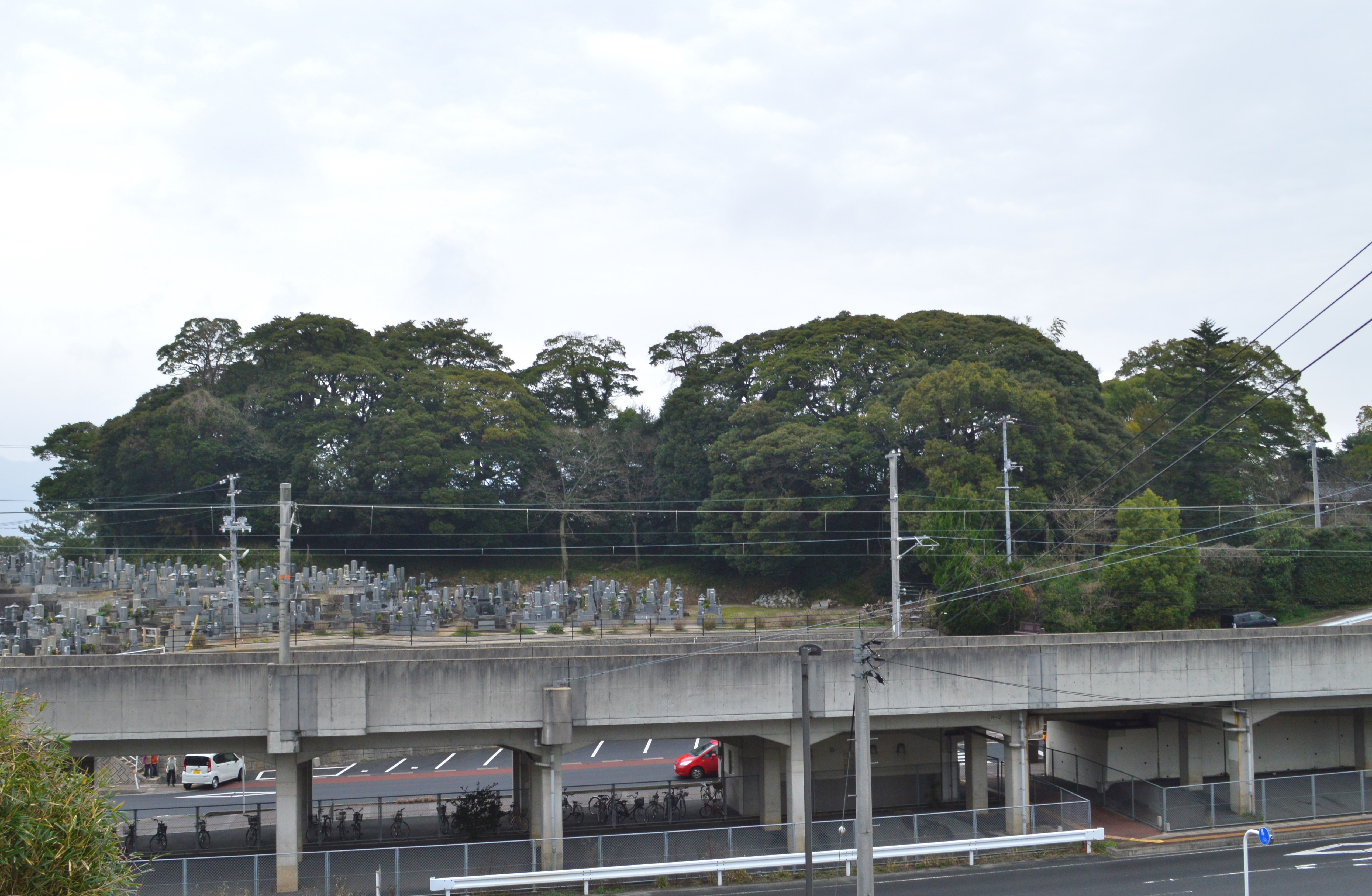
墳丘遠景左に後円部、右に前方部。手前はJR西日本山陰本線・一畑電車北松江線。

墳丘の規模は次の通り。
- 墳丘長：約92メートル
- 後円部
  - 直径：約45メートル
  - 高さ：約7メートル

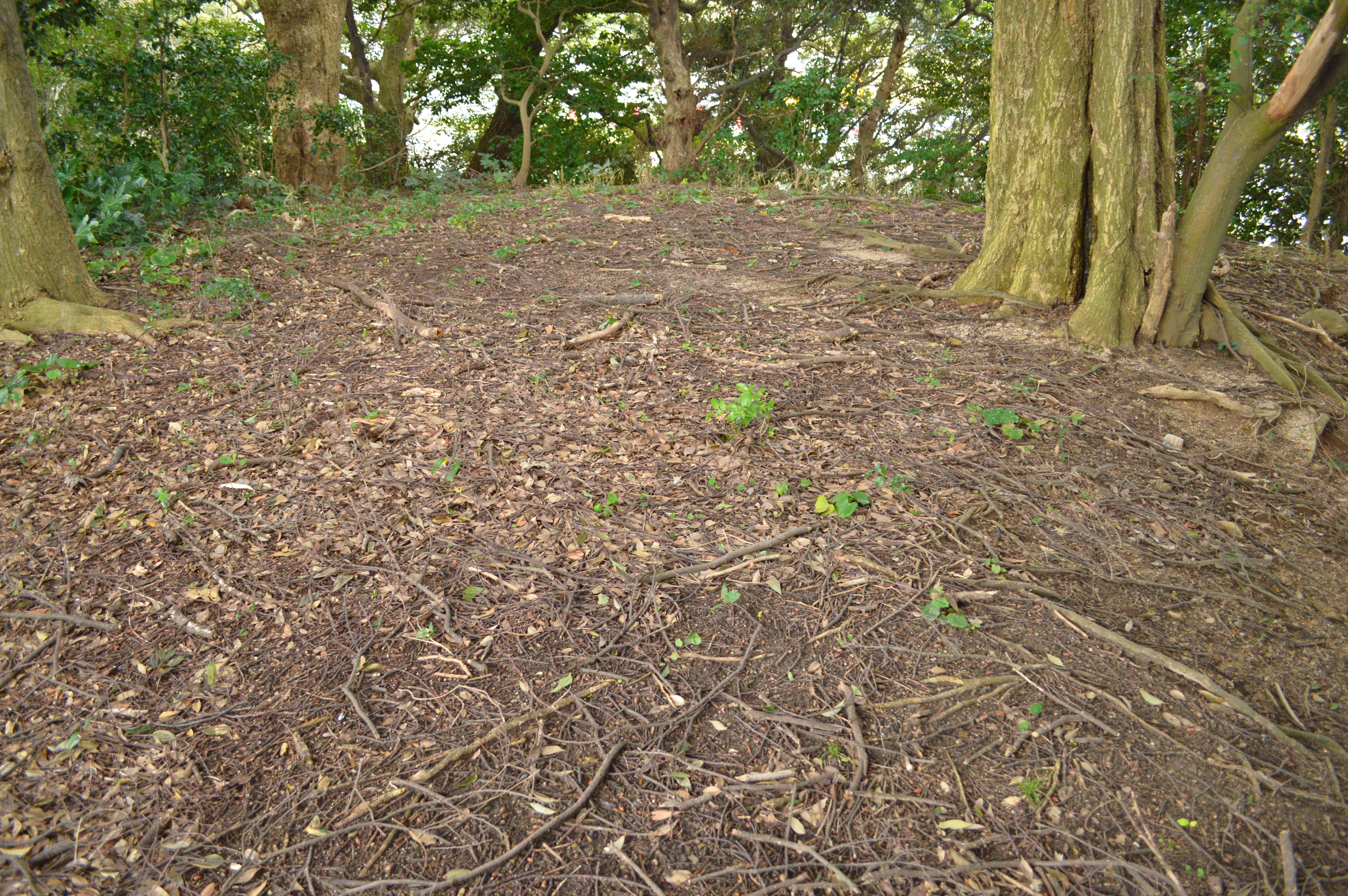
後円部墳頂
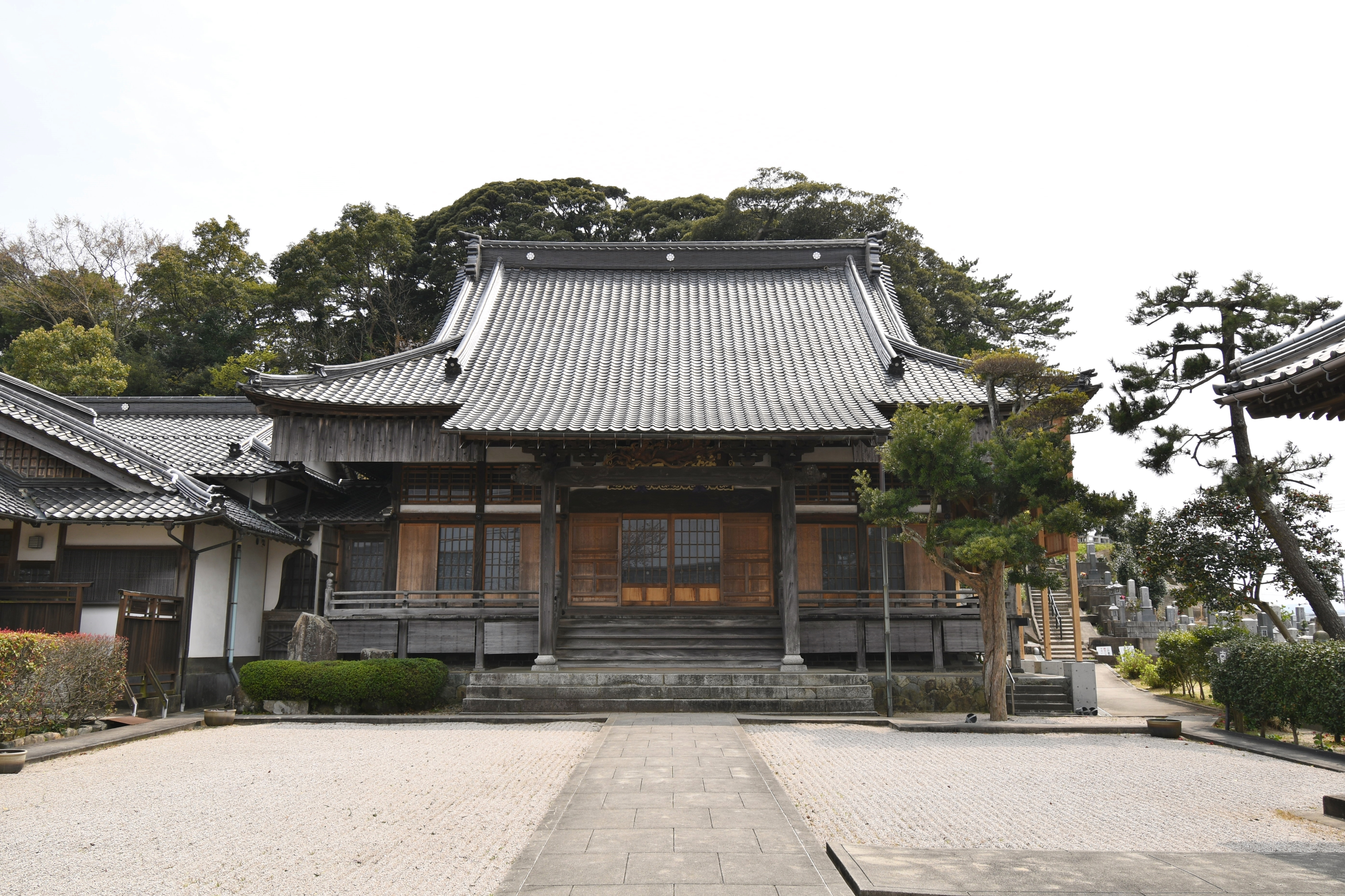
大念寺 裏手に大念寺古墳が所在。

## 埋葬施設

石室俯瞰図

石室展開図

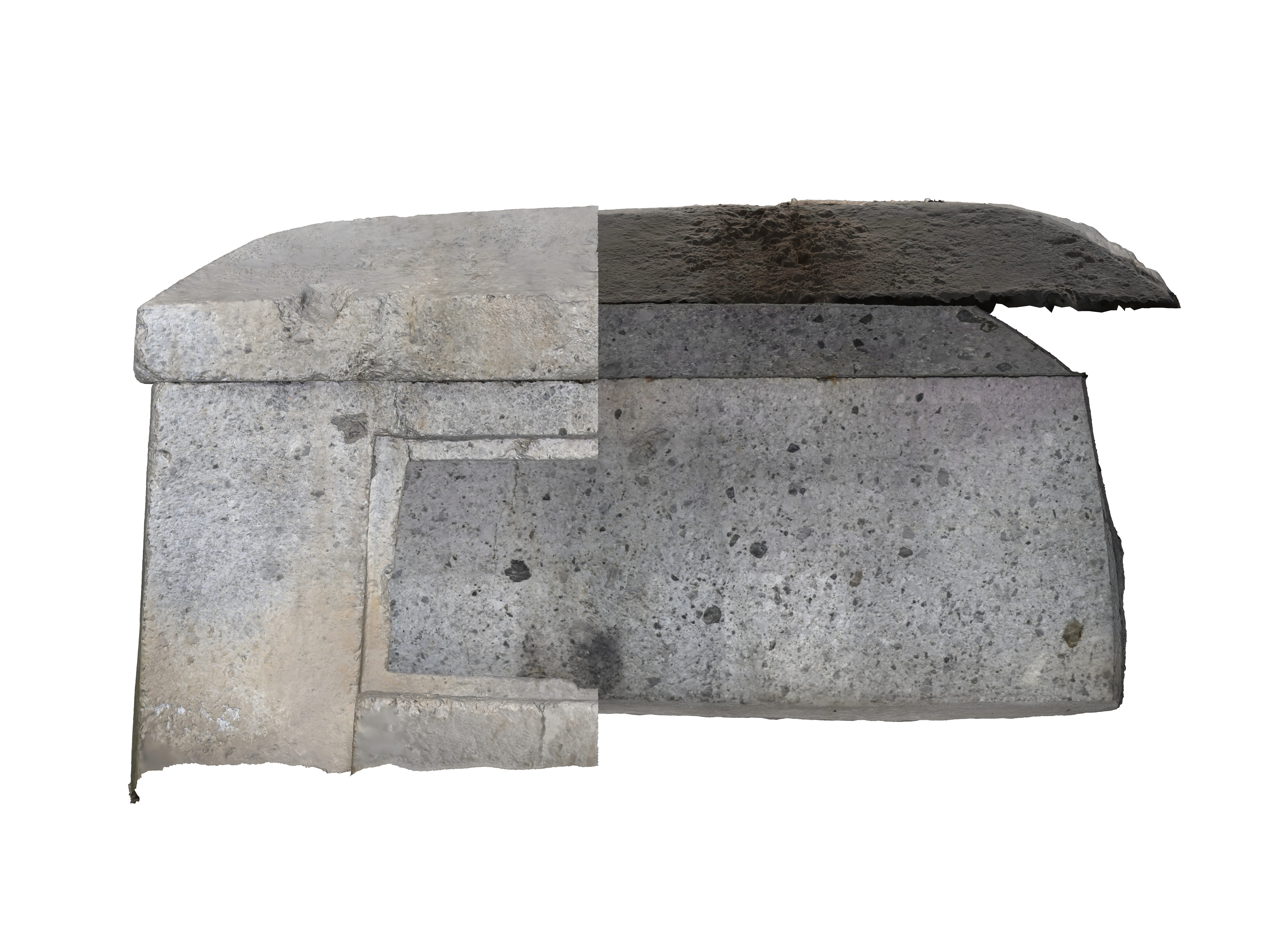
石棺立断面図

大棺
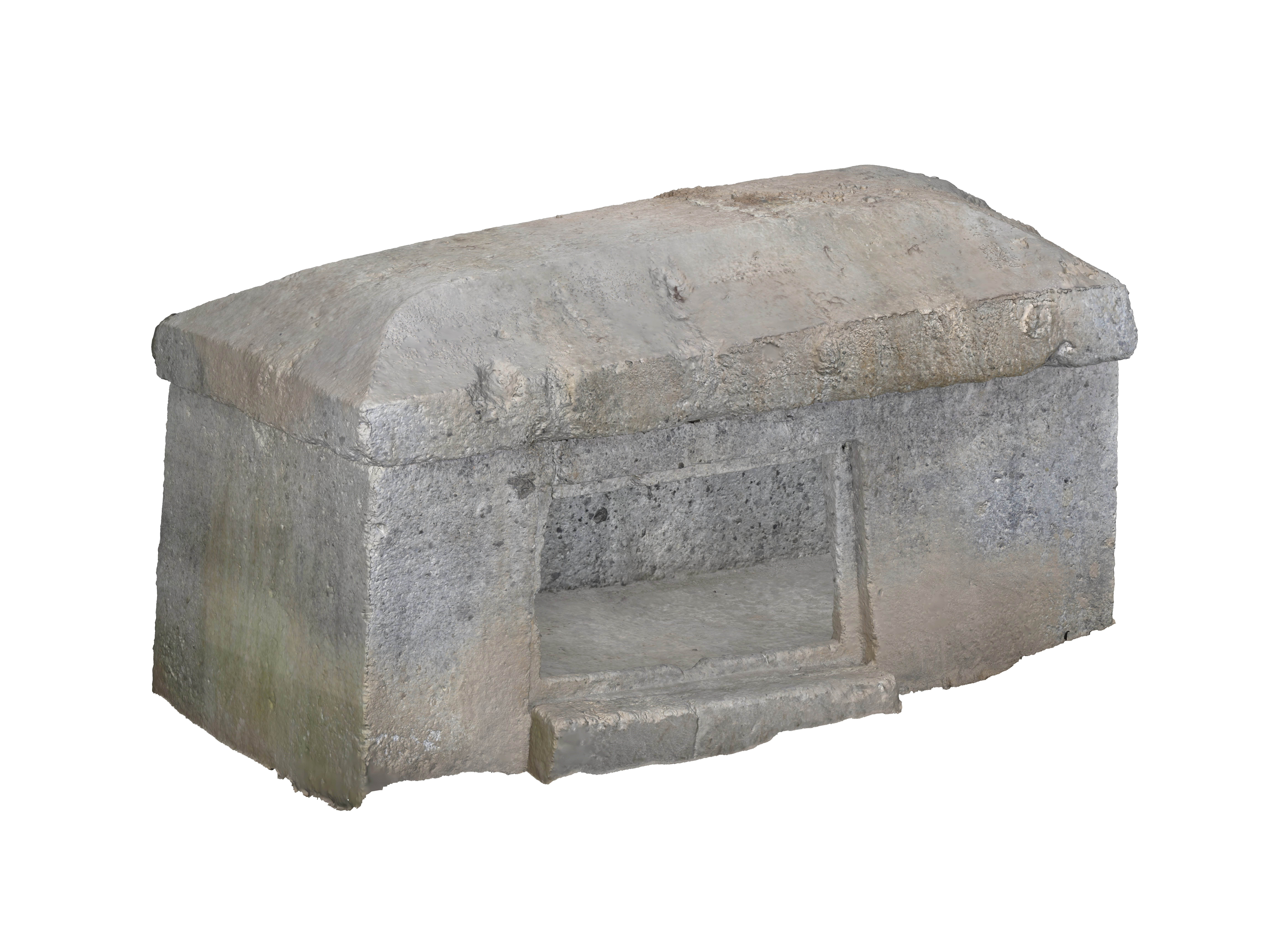
俯瞰図
展開図
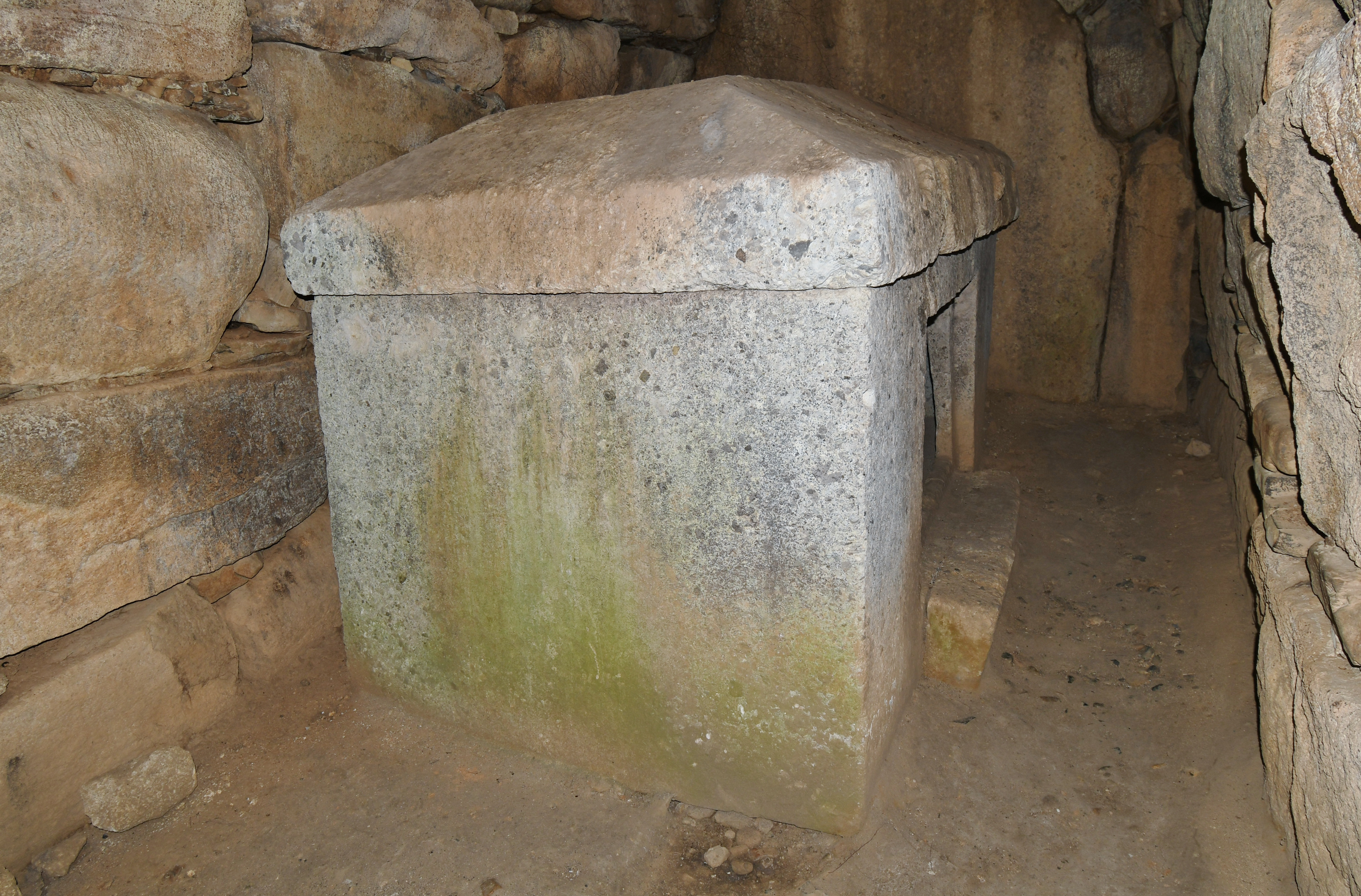
外観
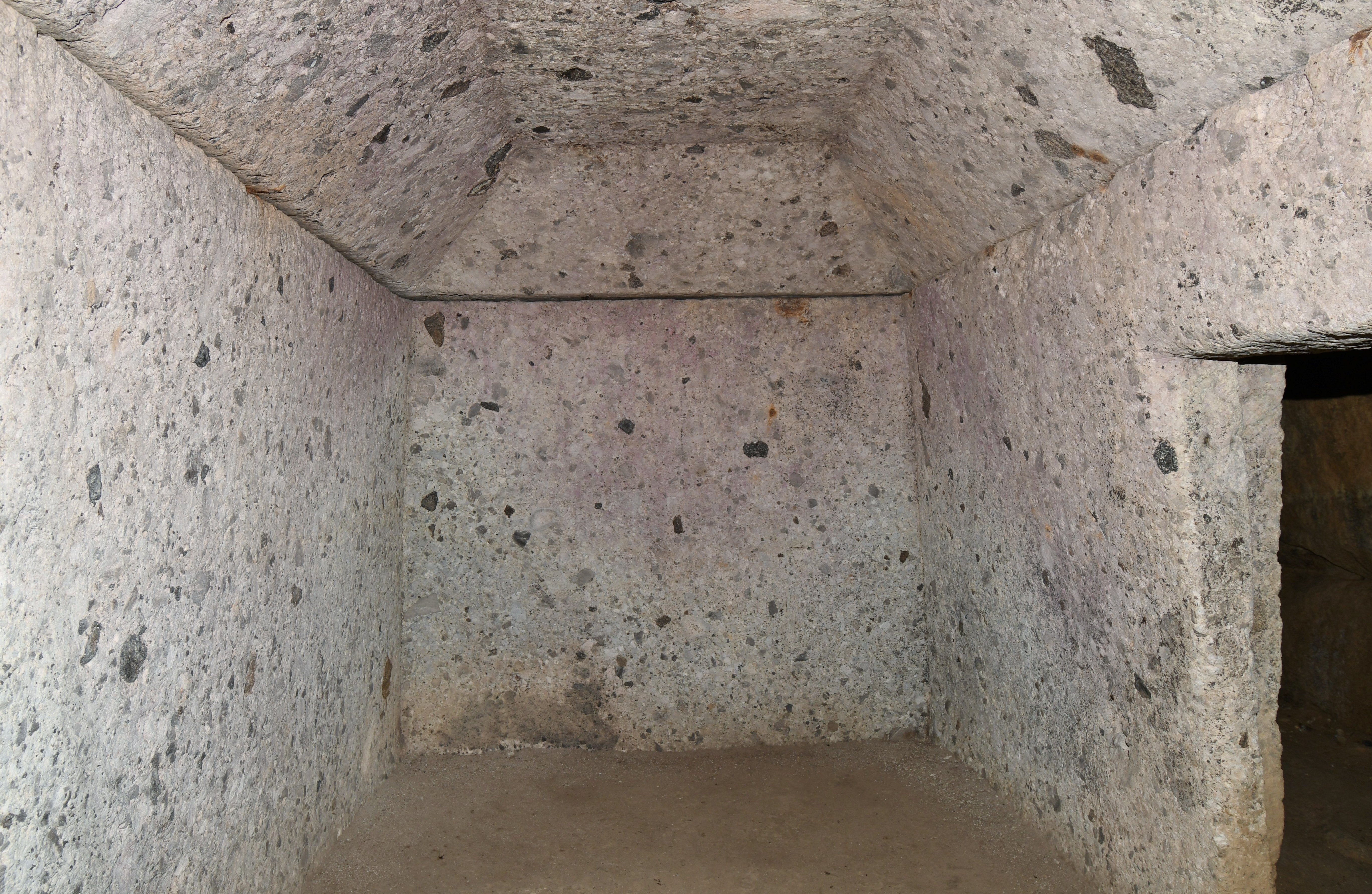
内部

小棺
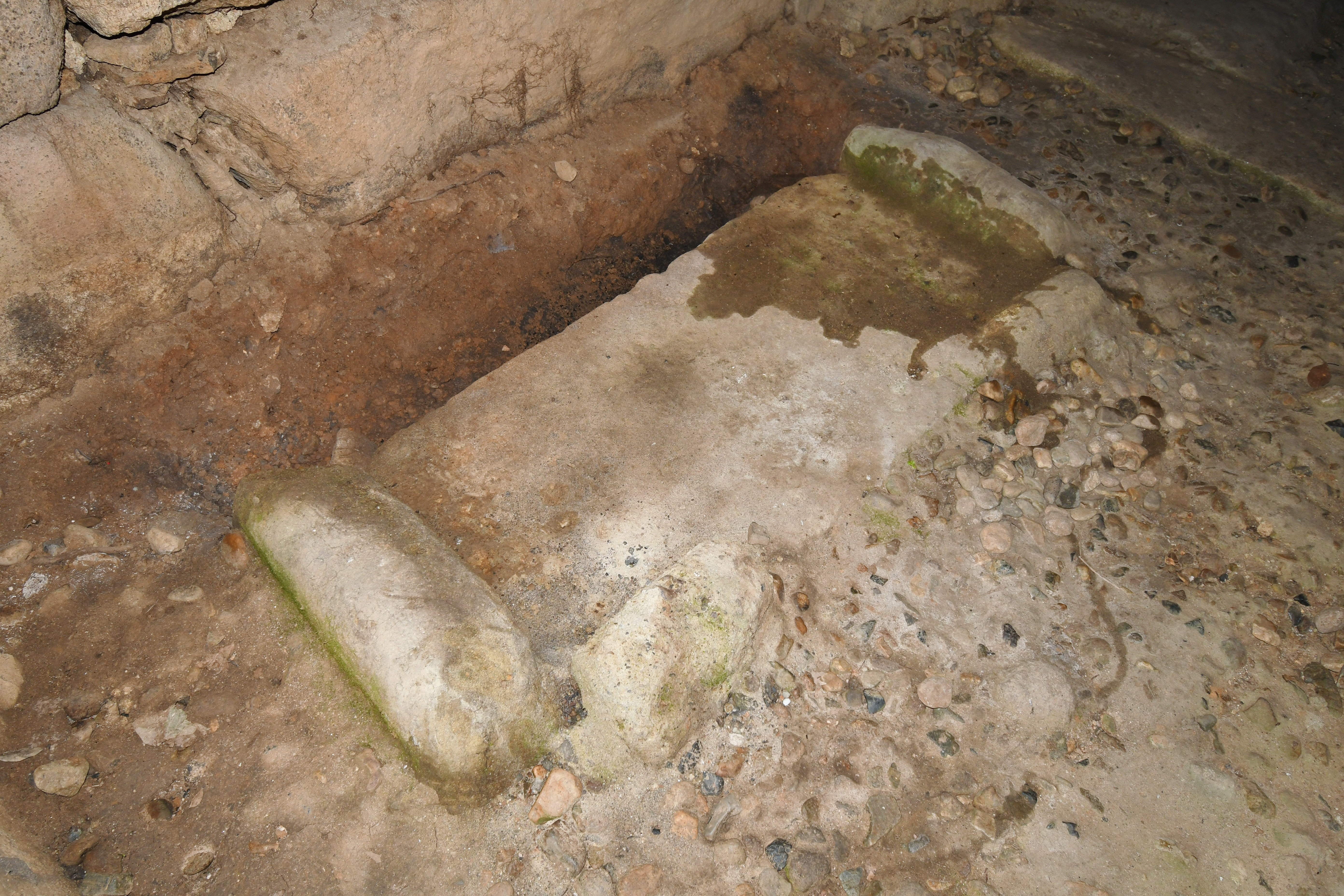
基底部

埋葬施設としては両袖式横穴式石室が構築されており、西南西方向に開口する。玄室（奥室）・前室・羨道から構成される複室構造の石室である。石室の規模は次の通り。
- 石室全長：約12.8メートル
- 玄室（奥室）：長さ5.8メートル、幅2.9メートル、高さ3.3メートル
- 前室：長さ3.1メートル、幅2.4メートル、高さ2.0メートル
- 羨道：長さ2.5メートル、幅1.6メートル、高さ1.8メートル

玄室（奥室）には凝灰岩製刳抜式の横口式家形石棺（大棺）を据える。石棺の規模は長さ3.3メートル・幅1.7メートル・高さ1.89メートルと全国最大で、蓋石には縄掛突起6個を有する。また棺身の横には四角い口を開く。
前室にも組合式家形石棺（小棺）が置かれたが、現在は基底部のみを残存する。石棺の規模は、長さ1.81メートル（江戸時代の記録より）・幅1.08メートル・高さ0.82メートル（江戸時代の記録より）を測る。大棺同様、小棺の棺身も横に口を開いたとみられる。

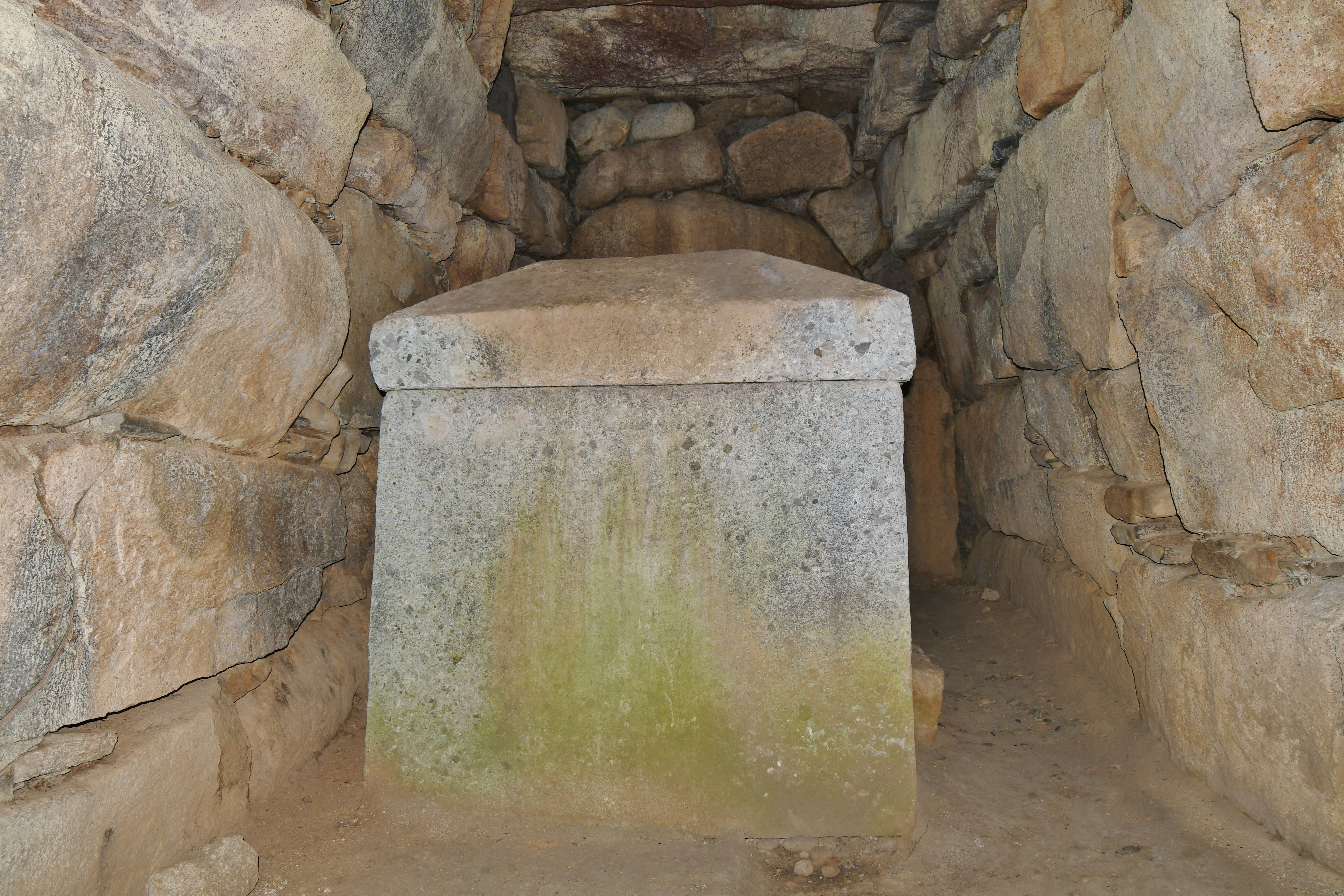
玄室（奥壁方向）
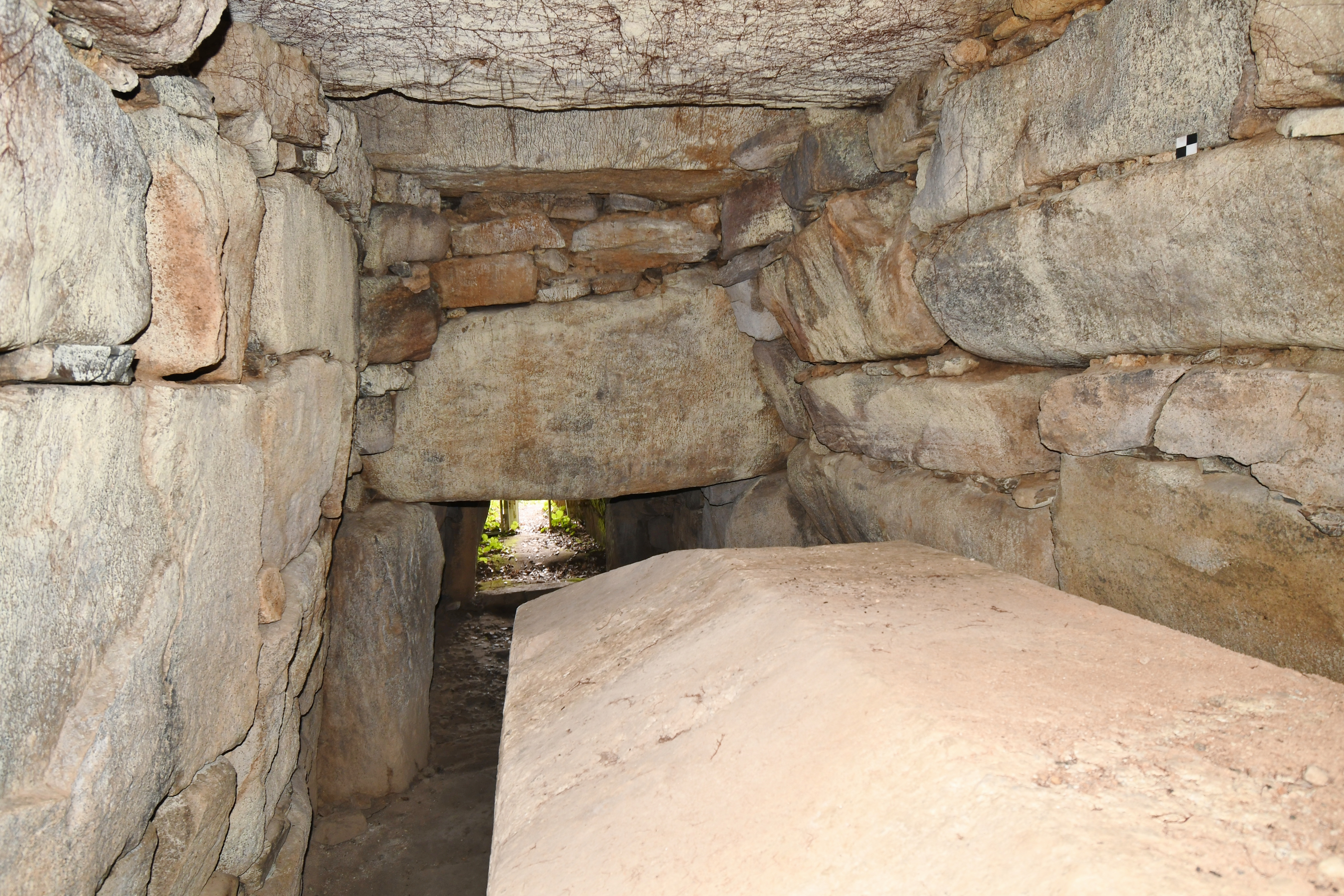
玄室（開口部方向）
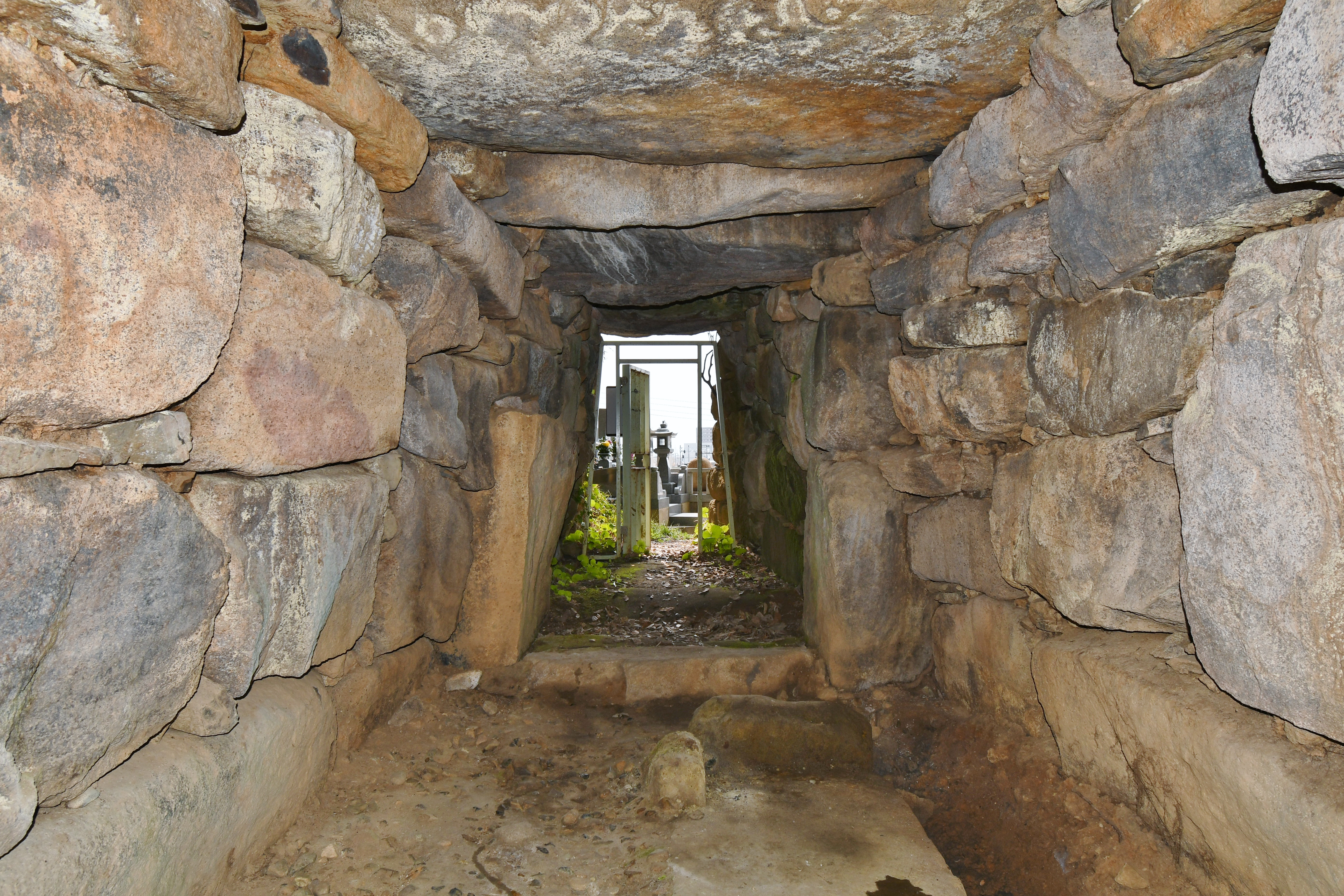
前室（開口部方向）
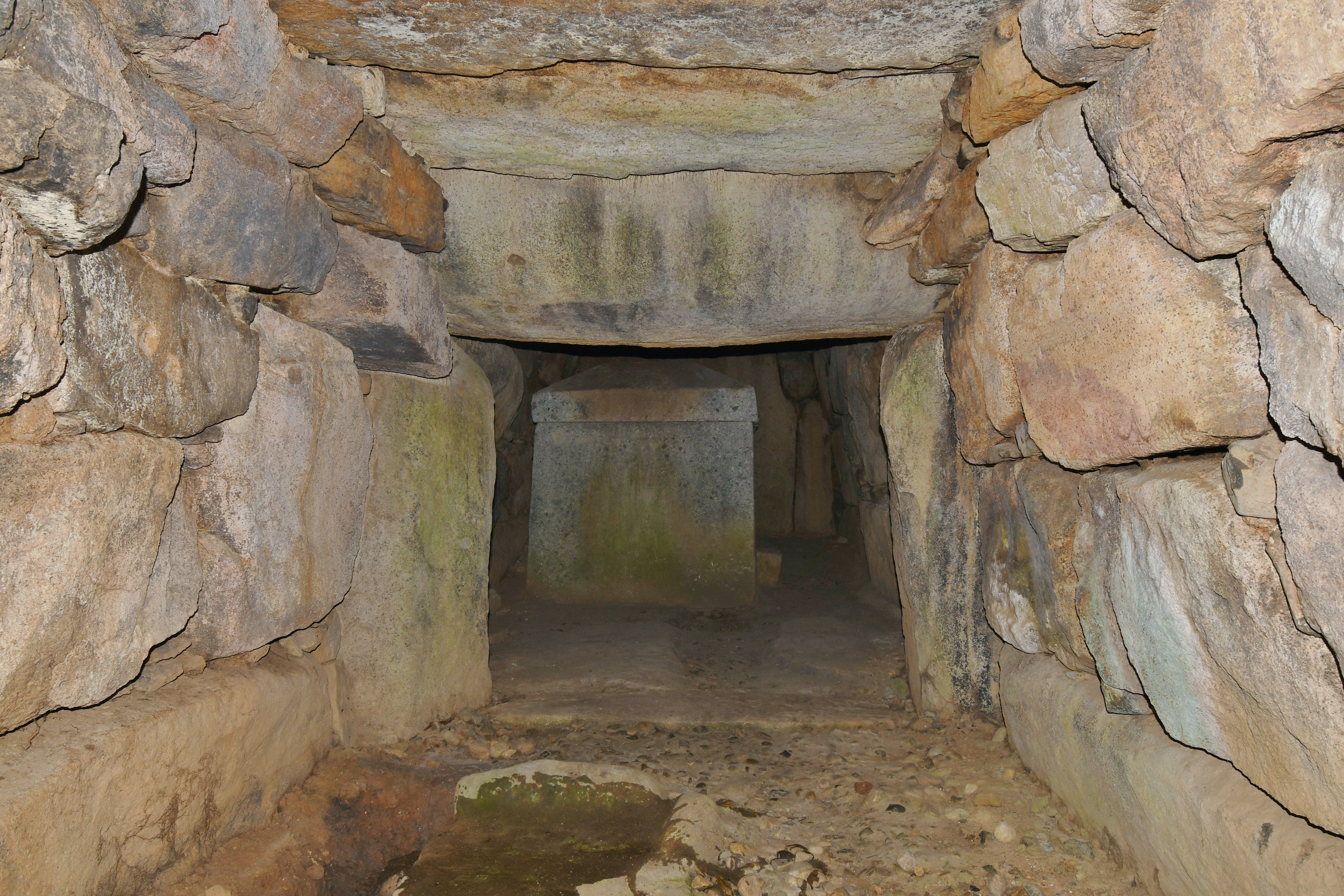
前室（玄室方向）
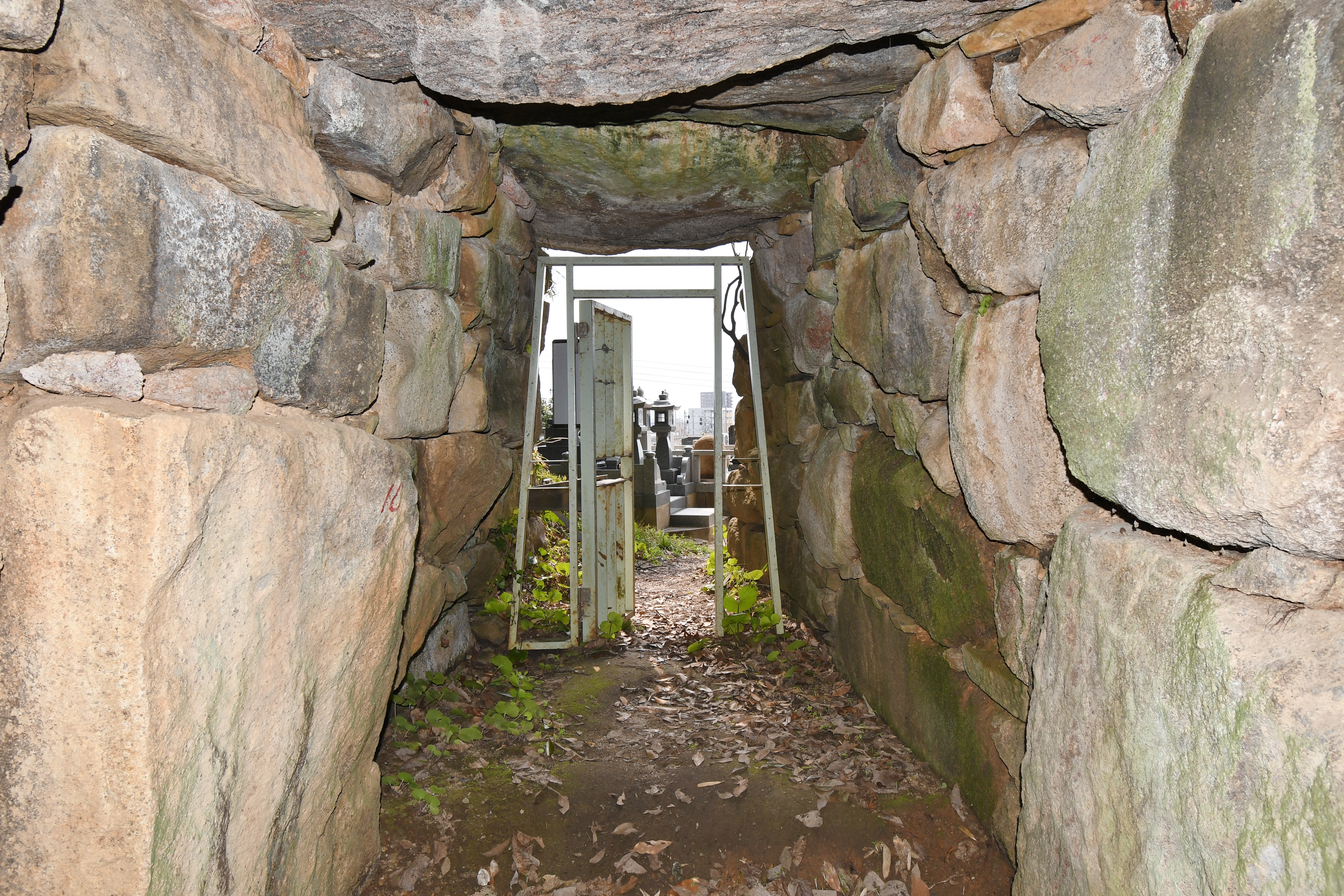
羨道（開口部方向）
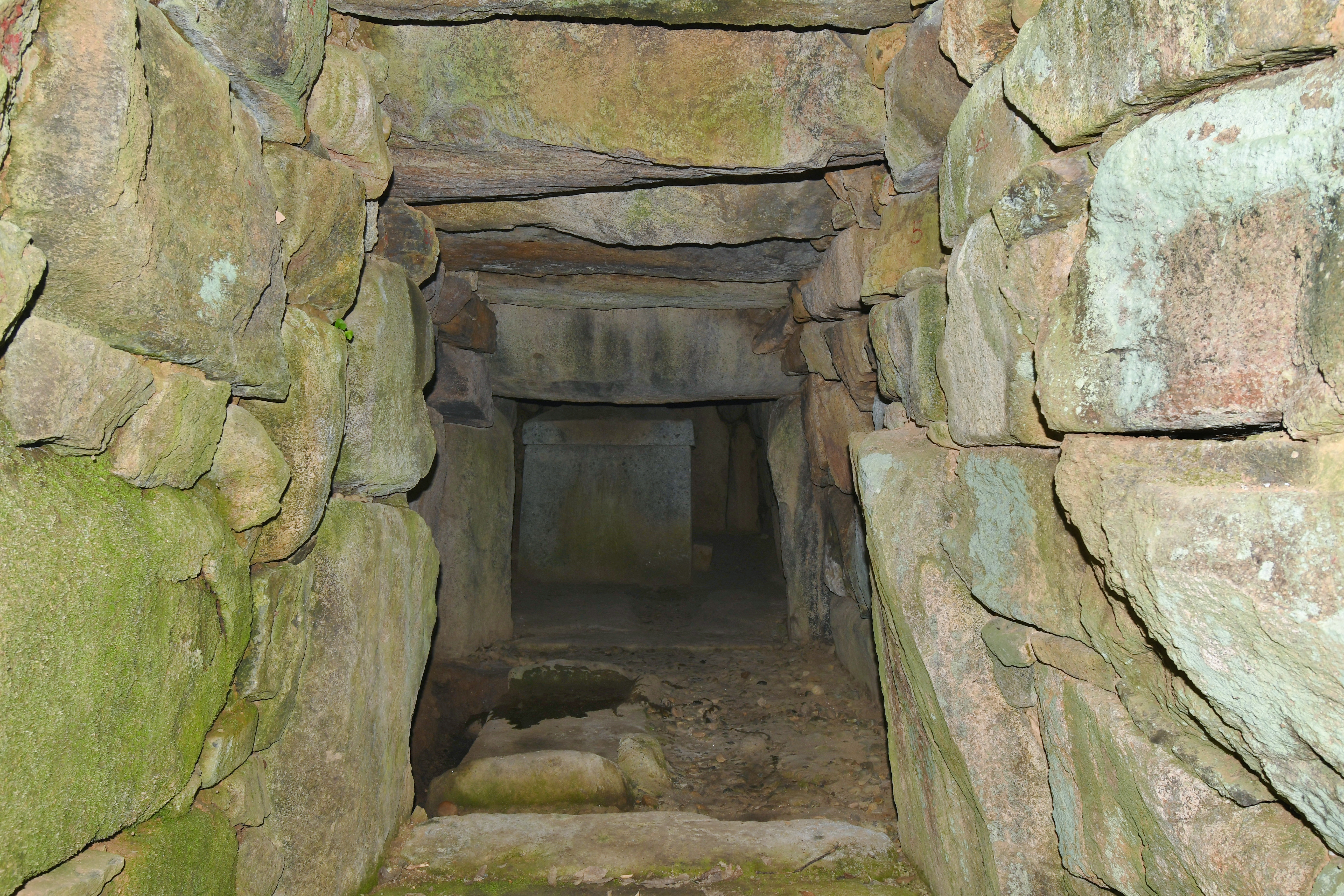
羨道（玄室方向）
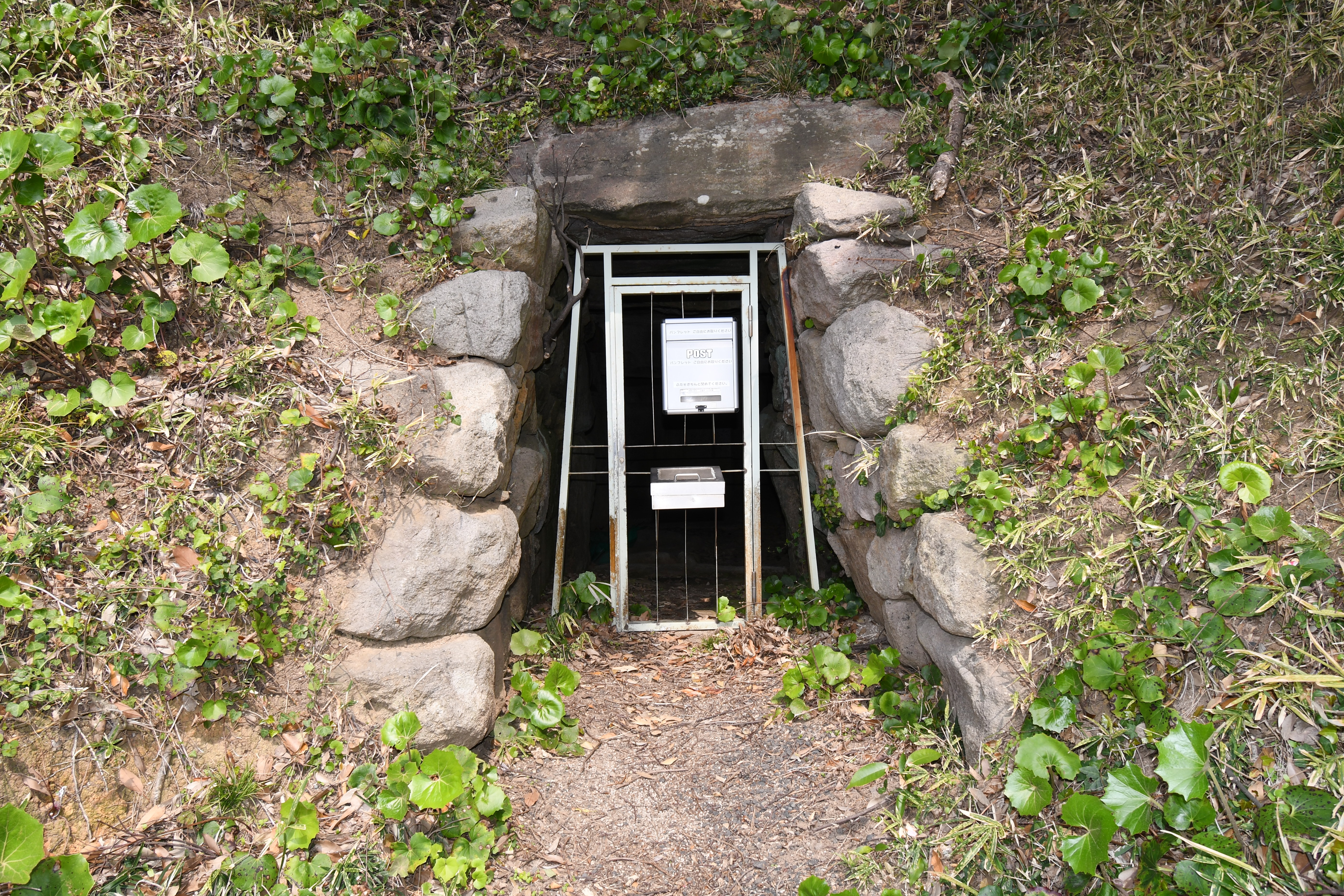
開口部

- 大棺
- 俯瞰図
- 展開図
- 外観
- 内部

- 小棺
- 基底部

## 出土品
文政9年（1826年）の古墳発見時には、石室内から次の副葬品などが出土したという。
- 金銅製履
- 金環
- 丸玉
- 大刀
- 槍身
- 斧頭
- 馬鐸
- 轡
- 鈴
- 雲珠
- 須恵器

以上のうち多くは散逸したといい、現在は残された絵図（発見7年後の天保4年（1833年）の模写）によりその内訳が知られる。現存する一部（鏡板・直刀残欠・須恵器蓋坏など）は現在も大念寺に保管され、出雲市指定有形文化財に指定されている。
そのほか、墳丘上から円筒埴輪片が検出されている。

## 文化財

### 国の史跡
- 今市大念寺古墳 - 1924年（大正13年）12月9日指定[6]。

### 出雲市指定文化財
- 有形文化財
  - 大念寺古墳出土品（考古資料） - 所有者は大念寺。1960年（昭和35年）12月21日指定[8]。

## 現地情報
所在地
- 島根県出雲市今市町鷹の沢

交通アクセス
- 鉄道：西日本旅客鉄道（JR西日本）山陰本線・一畑電車北松江線 出雲市駅（徒歩約7分）[2]

周辺
- 上塩冶築山古墳 - 国の史跡。
- 上塩冶地蔵山古墳 - 国の史跡。
- 西谷墳墓群 - 国の史跡。

## 関連文献
（記事執筆に使用していない関連文献）
- 『史跡今市大念寺古墳保存修理工事報告書』出雲市教育委員会、1984年。 - リンクは奈良文化財研究所「全国文化財総覧」。
- 『史跡今市大念寺古墳保存修理事業報告書』出雲市教育委員会、1988年。 - リンクは奈良文化財研究所「全国文化財総覧」。